# ويليام سميث (لاعب كرة قدم)
ويليام سميث (بالإنجليزية: William Smith)‏ (22 أكتوبر 1903 في المملكة المتحدة - ) هو لاعب كرة قدم بريطاني في مركز نصف الجناح. لعب مع شيفيلد وينزداي وكريستال بالاس ونادي برينتفورد ونادي بيرنلي وأكرينجتون ستانلي ‏.

## وصلات خارجية
- ويليام سميث على موقع قاعدة بيانات كرة القدم.إي يو (الإنجليزية)
- ويليام سميث على موقع قاعدة بيانات كرة القدم.إي يو (الإنجليزية)
- ويليام سميث على موقع قاعدة بيانات كرة القدم.إي يو (الإنجليزية)